# Michaela Doležalová
Michaela Doležalová (ur. 22 czerwca 1984 w Pradze) – czeska siatkarka, grająca na pozycji przyjmującej. 
Po sezonie 2016/2017 zakończyła karierę siatkarską i objęła funkcję menadżera klubu VK Královo Pole Brno.

## Sukcesy klubowe
Puchar Czech:
- 2004, 2005

Mistrzostwo Czech:
- 2005
- 2004
- 2006, 2017[4]

## Sukcesy reprezentacyjne
Mistrzostwa Europy Juniorek:
- 2000